# Непомнящий, Валерий Кузьмич
Вале́рий Кузьми́ч Непо́мнящий (род. 7 августа 1943, Славгород, Алтайский край, СССР) — советский и российский футбольный тренер и функционер.

## Биография
Родился в Славгороде Алтайского края. Мать Непомнящего во время Великой Отечественной войны была эвакуирована из Москвы и работала на строительстве стратегической железной дороги возле Малинового озера, где добывалась соль для производства взрывчатки.
Старший брат в июне 1941 находился в пионерском лагере между Москвой и Ленинградом и был эвакуирован в Малую Станицу возле Алма-Аты. Там окончил железнодорожный техникум и по распределению был направлен в Туркменскую ССР, где семья Непомнящих жила в городе Кизыл-Арват.
Мать была репрессирована, но спустя несколько лет реабилитирована. С первого по пятый класс, Валерий Непомнящий воспитывался в детском доме для детей «врагов народа».
Начиная с 8-го класса профессионально играл в духовом и эстрадном оркестре.
Занимался баскетболом и лёгкой атлетикой, с 10 класса — футболом. Играл за сборную школьников республики, сборную университета.
Армейскую службу проходил в Самарканде. На третий год службы играл за «Спартак» Самарканд. В одном из матчей получил удар в область почки. После этого играл полтора года, после каждого матча испытывал приступ почечной колики. Непомнящему был поставлен диагноз искривление мочеточника и поставлена третья группа инвалидности. В 25 лет завершил карьеру.
В 1969 году окончил Туркменский государственный университет.
В начале тренерской карьеры работал старшим тренером футбольной школы спорткомитета Туркменистана (1970—1978, 1983—1988). В 1979, 1982—1983 годах был тренером ашхабадского «Колхозчи».
В 1984 году, когда находился на курсах повышения квалификации в Москве, в Управлении его спросили — не желает ли он работать за рубежом. Непомнящий ответил утвердительно. После ему периодически звонили в Ашхабад и сообщали, что планируют отправить то в Алжир, то в Тунис, то в Суринам, но эти планы постоянно срывались.

### Работа в Камеруне
В 1988 году пришёл вызов из Камеруна, в результате которого Непомнящий отправился в Африку. По собственному признанию, французского языка он не знал и общаться приходилось через переводчика.
Непомнящий был уверен, что едет принимать молодёжную команду страны. Однако на месте выяснилось, что у национальной сборной Камеруна нет главного тренера. В итоге, он возглавил основную сборную в октябре 1988 года. Контракт был подписан на два года. Это означало, что Непомнящему предстояло готовить команду к чемпионату мира 1990 года в Италии.
Команда Непомнящего не без трудностей прошла отборочный этап: путёвка в финальный турнир была добыта лишь в заключительной квалификационной игре со сборной Нигерии. На чемпионате мира сборная Камеруна в первом же матче в Милане сотворила сенсацию — благодаря единственному голу Франсуа Омам-Бийика был обыгран действующий чемпион мира сборная Аргентины во главе с Диего Марадоной. В следующем матче камерунцы обыграли румын со счётом 2:1. Оба мяча были на счету Роже Милла. В ничего не решавшем третьем матче камерунцы уступили сборной СССР со счетом 0:4 и с первого места вышли в 1/8 финала, где переиграли ещё одну южноамериканскую сборную — команду Колумбии во главе с Карлосом Вальдеррамой и Рене Игитой. Итог — 2:1, и оба мяча опять были на счету Миллы. И лишь в 1/4 финала в Неаполе камерунцы в упорнейшей борьбе в дополнительное время уступили сборной Англии со счетом 2:3, хотя ещё за 8 минут до конца основного времени вели 2:1, но затем Гари Линекер забил 2 мяча с пенальти на 83-й и 105-й минутах. Таким образом, камерунцы стали первой африканской сборной, которой удалось дойти до четвертьфинала чемпионата мира. В память о достижении под руководством Непомнящего в Яунде появились улица Валери и бар «Непо». В ноябре 1990 года, после истечения контракта, уехал из Камеруна.

### После Камеруна
Работал главным тренером в турецком «Генчлербирлиги» в сезоне 1992/93, куда пригласил работать Курбана Бердыева. Летом 1993 возглавил «Анкарагюджю», в который взял несколько футболистов из чемпионата России — Мухсина Мухамадиева, Юрия Матвеева.

### После Южной Кореи
В 1994 году принял южнокорейский клуб «Юконг», который тренировал до 1998 года. Затем работал главным тренером в Китае, возглавлял «Шэньян Хайши» (2000), «Шаньдун Лунэн» (2002—2003), «Шанхай Шэньхуа» (октябрь 2004 — ноябрь 2005). В 2001 году работал в японском «Санфречче Хиросима».
В России, в 1999 году, во время перерыва в тренерской карьере с восточными клубами, был тренером-консультантом ставропольского «Динамо», выступающего в первом дивизионе.

### В Узбекистане
23 января 2006 года Валерий Непомнящий возглавил сборную Узбекистана, подписав с Федерацией футбола Узбекистана двухлетний контракт с возможностью продления ещё на два года в случае завоевания путёвки на Кубок Азии 2007. 24 января стало известно о том, что аналогичный по срокам контракт российский тренер заключил и с действующим чемпионом Узбекистана «Пахтакором». Прежний исполняющий обязанности главного тренера Равшан Хайдаров вошёл в тренерский штаб Непомнящего, а впоследствии стал его преемником в качестве главного тренера.
22 февраля сборная Узбекистана стартовала в отборочном турнире Кубка Азии 2007 разгромной победой над командой из Бангладеш (5:0).
1 марта Узбекистан под руководством Непомнящего потерпел своё единственное поражение в отборочном турнире, уступив сборной Катара в гостях (1:2).
17 мая, сыграв на своём поле вничью (2:2) с лидирующей в группе A Лиги чемпионов АФК кувейтской «Аль-Кадисией» и заняв с итоговыми 10 очками второе место с минимальным отставанием от первого, «Пахтакор» выбыл из турнира. В целом под руководством Непомнящего ташкентский клуб в Лиге чемпионов АКФ 2006 одержал три победы (домашние 2:0 над сирийским «Аль-Иттихадом» и 2:0 и 3:1 над иранским «Фуладом»), один матч сыграл вничью (вышеуказанный, решающий) и потерпел два поражения (гостевые 1:2 от «Аль-Кадисии» и 1:2 от «Аль-Иттихада»).
2 июля во втором матче 1/4 финала Кубка Узбекистана «Пахтакор» разгромил бекабадский «Металлург» (6:0; первый матч — 4:1) и вышел в полуфинал.
17 августа 2006 года Непомнящий покинул «Пахтакор», а в начале осени в связи с проблемами со здоровьем подал прошение и об отставке с поста главного тренера сборной Узбекистана, решив в итоге повременить и доработать до окончания отборочного турнира Кубка Азии. 11 октября, после двух подряд ничьих в августовском и сентябрьском матчах с гонконгской сборной (2:2 дома и 0:0 гостях), Узбекистан во второй раз разгромил сборную Бангладеш (4:0 в гостях). В заключительной игре квалификации 15 ноября подопечные Непомнящего обыграли команду Катара (2:0 дома) и, заняв в своей отборочной группе второе место после катарцев, гарантировали себе участие в финальном турнире Кубка Азии 2007. 17 ноября 2006 года ушёл в отставку с должности главного тренера сборной Узбекистана с официальной формулировкой «по состоянию здоровья».

### В России
С сентября 2008 года — главный тренер «Томи». 19 сентября 2011 года покинул клуб после домашнего поражения от «Краснодара» со счетом 0:4. Именно в «Томь» к Непомнящему отправляли в аренду молодых игроков ЦСКА, «Зенит» и «Спартак».
После успеха с Камеруном Непомнящий периодически стал упоминаться в СМИ, как претендент на ту или иную вакантную тренерскую должность в российских командах. Некоторые примеры:
| Год     | Клуб          | Предыдущий тренер   | Следующий тренер    | Источники информации |
| ------- | ------------- | ------------------- | ------------------- | -------------------- |
| 1999    | «Шинник»      | Александр Аверьянов | Александр Побегалов | «Спорт-Экспресс»     |
| 1999    | «Черноморец»  | Сергей Бутенко      | Владимир Федотов    | «Спорт-Экспресс»     |
| 1999/00 | «Динамо»      | Алексей Петрушин    | Валерий Газзаев     | «Спорт-Экспресс»     |
| 2000    | «Сатурн»      | Сергей Павлов       | Владимир Шевчук     | «Спорт-Экспресс»     |
| 2002    | «Ростсельмаш» | Анатолий Байдачный  | Сергей Балахнин     | «Спорт-Экспресс»     |
| 2002/03 | «Рубин»       | Курбан Бердыев      | Ринат Билялетдинов  | «Спорт-Экспресс»     |
| 2004    | «Сатурн»      | Олег Романцев       | Борис Игнатьев      | «Спорт-Экспресс»     |

19 июня 2012 года был назначен советником президента ЦСКА по спортивным вопросам. 19 января 2014 года стал ассистентом главного тренера и остался советником президента, однако уже 9 апреля 2014 года покинул клуб, чтобы занять одну из руководящих должностей в футбольном клубе «Томь».
10 апреля 2014 года вернулся в «Томь» в роли советника президента клуба. 20 августа 2014 года был назначен главным тренером. 25 июня 2015 года руководство продлило контракт с Непомнящим на 2 года. 13 апреля 2016 года президент клуба Сергей Жвачкин принял отставку Валерия Непомнящего с поста главного тренера команды: «Как губернатор и президент футбольного клуба я поблагодарил Валерия Кузьмича за работу. И в 2008-м, и в 2014-м он подключался к тренерской работе в непростое для „Томи“ время, буквально спасал нашу команду».
1 июня 2018 года Непомнящий возглавил «Балтику» c целью выхода в РПЛ в конце сезона, однако после 11 туров был уволен — команда с 10 очками занимала 17-е место в первенстве ФНЛ.

## Достижения

### Командные
Пучхон Юкон
- Обладатель Кубка Корейской Лиги: 1996
- Финалист Кубка Корейской Лиги: 1998, 1998 (дополнительный турнир)

 Санфречче Хиросима
- Третье место на 2 этапе Чемпионата Японии: 2001

 Шанхай Шэньхуа
- Серебряный призёр Чемпионата Китая: 2005
- Бронзовый призёр Чемпионата Восточной Азии: 2005

 Пахтакор
- Чемпион Узбекистана: 2006[a]
- Обладатель Кубка Узбекистана: 2006[b]

 Томь
- Бронзовый призёр Первенства ФНЛ: 2015/16[c]
- Финалист Кубка ФНЛ: 2015

### Личные
- Приз «За вклад в развитие южнокорейского футбола»: 1996
- Лучший тренер года в Китае: 2000

## Звания и награды
- Заслуженный тренер Туркменской ССР (1990)[3]
- Орден Почётного легиона (Камерун, 1990)
- Знак отличия «За заслуги перед Томской областью» (2010)
- Медаль «70 лет Томской области» (Томск, 2014)

## Комментарии
1. ↑  Покинул клуб за три месяца до окончания турнира.
2. ↑  Покинул клуб после 1/4 финала.
3. ↑  Покинул клуб за один месяц до окончания турнира.